# كانتون سان كريستوبال
كانتون سان كريستوبال (بالإنجليزية: San Cristóbal Canton)‏ هو كانتون في الإكوادور، يتبع مقاطعة غالاباغوس، عاصمته بويرتو بكويريزو مورينو.